# 灰蓝山雀

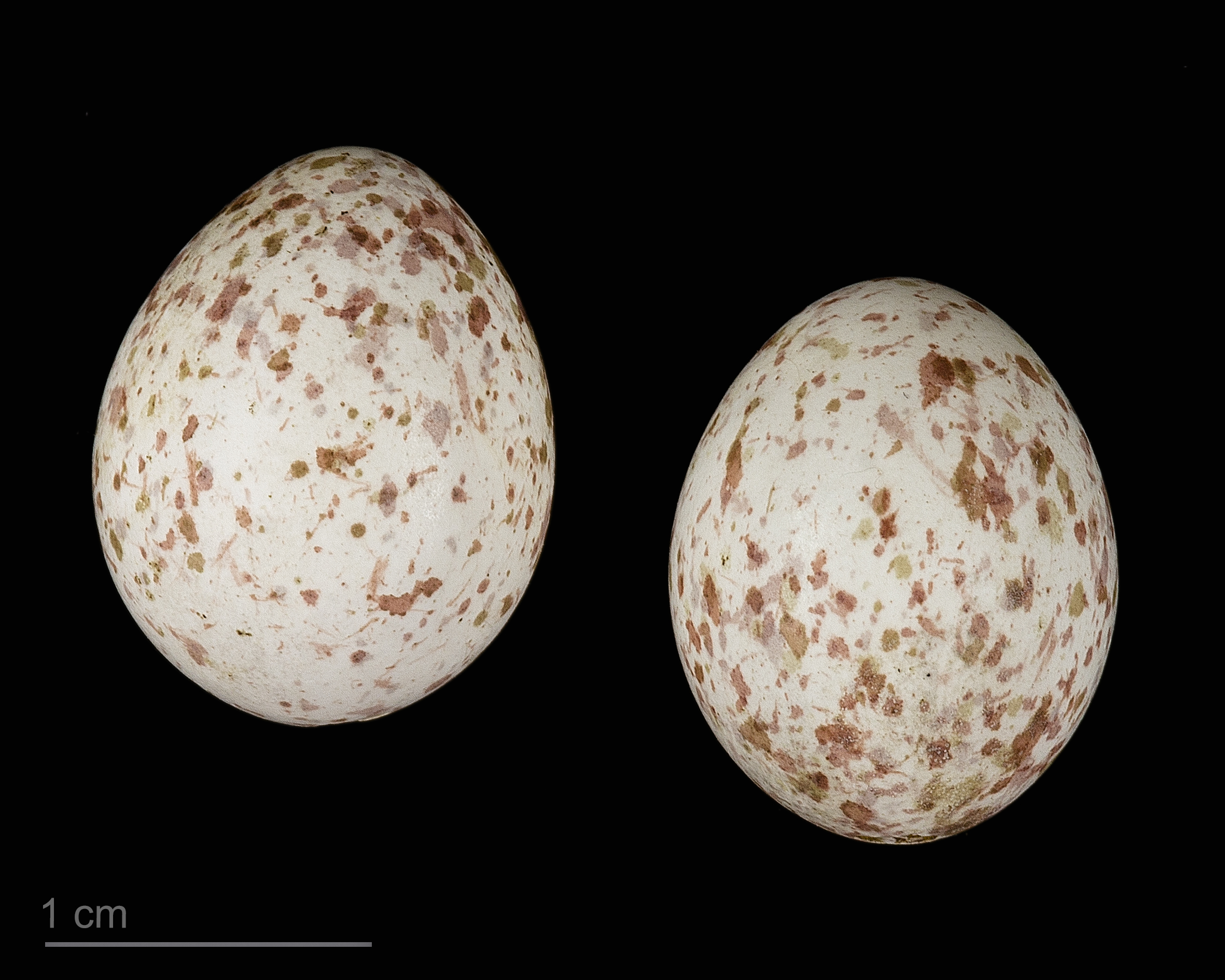
卵 Cyanistes cyanus cyanus

灰蓝山雀（学名：Cyanistes cyanus）为山雀科山雀属的鸟类。分布于阿富汗、前苏联、蒙古以及中国大陆的新疆、青海、黑龙江等地，一般栖息于阔叶树丛、山溪旁的杨柳树丛间以及偶见于绿洲丛林。该物种的模式产地在西伯利亚。

## 亚种
- 灰蓝山雀青海亚种（学名：Cyanistes cyanus berezowskii）。在中国大陆，分布于祁连山、青海等地。该物种的模式产地在青海东部黄河上游。[3]
- 灰蓝山雀北方亚种（学名：Cyanistes cyanus tianschanicus）。分布于阿富汗、前苏联、蒙古以及中国大陆的黑龙江、新疆等地。该物种的模式产地在亚洲中部。[4]